# Nombre de Clausius
El nombre de Clausius {\displaystyle (Cl)} és un nombre adimensional que s'utilitza en la transferència tèrmica. S'utilitza per caracteritzar la transferència de calor en fluxos turbulents.
Porta el nom del físic i matemàtic prussià Rudolf Clausius.
Es defineix de la manera següent:
{\displaystyle Cl={\frac {v^{3}L_{c}\rho }{\lambda \Delta T}}}
on:
- v = velocitat,
- Lc = longitud característica,
- ρ = massa volúmica,
- λ = conductivitat tèrmica,
- ΔT = diferència de temperatura.

El nombre de Clausius també es pot expressar com el producte del nombre de Brinkman (Br) pel nombre de Reynolds (Re).
{\displaystyle \mathrm {Cl} =\mathrm {Br} \cdot \mathrm {Re} }